# Cláudia Ventura
Cláudia Ventura (23 de setembro de 1968) é uma atriz e roteirista brasileira.

## Biografia
Faz parte do grupo de teatro "O Grelo Falante", contíguo com Carmen Frenzel, Lucília de Assis e Suzana Abranches.
Claudia sempre se destacou entre os amigos e parentes como a mais engraçada. Aos 17 anos, ela entrou para a faculdade de teatro na UNI Rio, onde se formou. Ventura é um poço de sabedoria e a única do grupo que tem mestrado. "Se bem que é em teatro", debocha. Em 1998, foi indicada para o prêmio Shell de melhor atriz com a peça A Serpente, de Nelson Rodrigues. "Foi a glória, porque nunca tinha sido indicada nem para síndica", diz.
Escreveu, junto com Suzana Abranches, Bussunda, Hélio de la Peña, Hubert, Marcelo Madureira, Cláudio Manoel, Reinaldo, Beto Silva e Carmen Frenzel, o seriado Garotas de Programa, exibido em 2000 pela Rede Globo. No elenco, grandes nomes como Marília Pêra, Drica Moraes e Zezé Polessa.
Protagonizou, em parceria com o grupo, o único longa-metragem produzido pela SBT Filmes, chamado Coisa de Mulher, dirigido por Eliana Fonseca, o qual não teve sucesso de público, nem de crítica. No elenco, estavam também Evandro Mesquita, Adriane Galisteu, além de uma participação especial da apresentadora Hebe Camargo, como ela mesma. Carmen deu vida a Dora, senhora recém-separada, aberta para novos relacionamentos e experiências.

## Carreira
| Ano  | Título                      | Personagem                     | Notas                                             |
| ---- | --------------------------- | ------------------------------ | ------------------------------------------------- |
| 2000 | Garotas de Programa         | Roteirista                     |                                                   |
| 2004 | A Diarista                  | Sofia                          | Episódio: "Aquele da Regressão"                   |
| 2007 | Pé na Jaca                  | Duda (Maria Eduarda)           |                                                   |
| 2008 | Casos e Acasos              | Marcela                        | Episódio: "O Concurso, o Vestido e a Paternidade" |
| 2009 | Negócio da China            | Freguesa                       |                                                   |
| 2010 | Separação?!                 | Gilda                          |                                                   |
| 2010 | Malhação                    | Nívea                          |                                                   |
| 2011 | Macho Man                   | Cliente do Frederic's Coiffeur | Episódio: "Estilo Eschatológical - Chic"          |
| 2012 | As Brasileiras              | Lucy                           | Episódio: "A Reacionária do Pantanal"             |
| 2013 | Meu Passado Me Condena      | Ângela                         | 2 episódios                                       |
| 2014 | Pé na Cova                  | Lucinda                        | Episódio: "A Beleza Ultrajada"                    |
| 2015 | Império                     | Dra. Miriam                    | Episódio: "2 de março"                            |
| 2015 | Babilônia                   | Apresentadora do programa      | Episódio: "28 de agosto"                          |
| 2016 | Totalmente Sem Noção Demais | Miranda                        | Episódio: "Se eu Fosse Você"                      |
| 2016 | Rock Story                  | Apresentadora do programa      |                                                   |
| 2019 | Éramos Seis                 | Professora Benedita            |                                                   |
| 2023 | Amor Perfeito               | Iolanda                        | [ 4 ]                                             |
| 2024 | Fuzuê                       | Gioconda                       |                                                   |

No Cinema
| Ano  | Título                             | Personagem          |
| ---- | ---------------------------------- | ------------------- |
| 2003 | Dom                                | Frida               |
| 2005 | Coisa de Mulher                    | Graça               |
| 2006 | O Cavaleiro Didi e a Princesa Lili | Professora Sara     |
| 2010 | Uma Professora Muito Maluquinha    | Diretora Dona Lúcia |
| 2019 | Três Verões                        | Turista             |